# 포스코스틸리온
포스코스틸리온 주식회사(POSCO STEELEON)는 표면처리강판 제조전문기업으로 아연도금강판, 알루미늄아연합금도금강판,알루미늄도금강판, 컬러강판 등을 생산하고 있으며, 본사는 경상북도 포항시 남구 장흥동에, 서울사무소는 서울특별시 강남구 대치동에 위치하고 있다. 포스코 패밀리사로, 2002년에 한국거래소 유가증권시장에 상장되었다. 2008년에 명칭을 “포항강판주식회사”에서 “포스코강판주식회사”로 변경하였으며, 2014년 10월 미얀마에 미얀마포스코강판을 준공하였다.

## 지나온길
1988 ~ 1993 회사 설립 및 도금, 컬러강판 업계 선도
- 1988년 2월 15일 포항도금강판주식회사 설립 (포항제철 50%, 동국제강 50%)
- 1989년 11월 30일 아연도금강판 종합준공 (연산 30만톤)
- 1991년 11월 30일 수출 1억불탑 수상

1994 ~ 1998 안정과 성장을 통해 세계속의 기업으로 자리매김
- 1994년 1월 14일 제품생산누계 100만톤 달성
- 1998년 7월 23일 동국제강 지분 포항제철 인수 (지분 100%)

1999 ~ 2001 인수합병을 통한 성장의 토대 마련
- 1999년 3월 1일 포항강재공업 주식회사 합병, 포항강판 주식회사로 상호변경
- 1999년 5월 1일 포스틸 냉연가공공장 인수
- 2000년 1월 19일 ISO 9002 인증획득
- 2001년 6월 15일 우리사주조합 결성
- 2001년 8월 30일 도금공장설비 합리화 완료
- 2001년 11월 1일 PI 시스템(ERP)구축 착수

2002 ~ 경영혁신을 통한 신기업문화 창출로 뉴밀레니엄 시대선도
- 2002년 8월 16일 증권거래소 상장
- 2006년 9월 1일 알루미늄아연합금도금강판 상업생산 개시
- 2007년 4월 12일 제품생산누계 1,000만톤 달성
- 2008년 4월 1일 포스코강판 주식회사로 사명변경
- 2008년 11월 30일 3억불 수출탑 수상
- 2009년 3월 6일 용융알루미늄스테인리스 (상표명 AL-STS) 생산개시
- 2009년 6월 9일 "연속용융알루미늄 스테인리스 도금강판 제조기술 대한민국 기술대상 동상" 수상
- 2009년 10월 31일 서울사옥 준공 (POSCO SS&CC TOWER)
- 2010년 1월 17일 포스코강판 기술연구소 개소
- 2011년 2월 25일 4억불 수출탑 수상
- 2013년 3월 환경부 녹색기업 지정
- 2014년 9월 다색강판 초도출시
- 2014년 10월 미얀마 포스코강판 준공
- 2015년 9월 환경경영 대상 환경부 장관상 수상
- 2015년 10월 한국 재무경영대상 혁신상 수상
- 2022년 3월 21일 포스코스틸리온 사명변경

## 비전 & 핵심가치
비전
"WORLD BEST SOLUTION PROVIDER ON COATING & COLORING"

## 지배구조
CEO하대룡
대표이사 사장은 하대용으로 2018년 3월, 서영세 전 대표이사가 임기 만료로 퇴임한 뒤 선임되었다. 하대용 대표이사는 부산대학교 정치외교학과를 졸업하여 1989년 1월 포스코에 입사한 이래로 글로벌마케팅 그룹장, 에너지플랜트사업 추진반장, 전기전자마케팅 실장을 거쳐 포스코강판 대표이사 사장에 취임하였다.
이사회
구성(등기이사) 현황
사내이사 대표이사 하대용, 선임일 '19.03.17, 임기 1년, 소관업무 CEO
사내이사 전무 신건철, 선임일 '19.03.17, 임기 1년, 소관업무 기획재무실장
사외이사 이종수, 선임일 '19.03.16, 임기 2년
기타비상무이사 송용삼, '19.03.17, 임기 1년
감사
감사기구 현황
상임감사 윤석채, 선임일 '18.03.16, 임기 3년
외부감사 삼정회계법인, 계약기간 '18.01.01~'20.12.31

## 사업장소개
- 본사/도금공장: 포스코강판의 본사 및 도금공장은 경상북도 포항시 남구 철강로 173 (장흥동)에 위치하고 있으며, 도금공장에서는 건축용, 자동차용, 파이프용, 컬러강판 소재용 등의 알루미늄도금강판(상표명 ALCOSTA), 아연-알루미늄도금강판(상표명 ALZASTA),아연도금강판(상표명 ZINCOSTA)과 자동차의 머플러, 가전제품을 연간 60만톤 생산하고 있다.
- 컬러공장: 포스코강판의 컬러 및 공장은 경상북도 포항시 남구 괴동동에 건축용, 내•외장재 및 가전제품등에 사용되는 컬러강판을 연간 37만톤 생산하고 있으며, 최근에는 가전 및 특수제품 개발하여 생산 판매하고 있다.
- 서울사무소: 포스코강판의 서울사무소는 서울특별시 강남구 테헤란로에 위치하고 있으며, 최초 영업/마케팅 부분 업무 역량을 강화하기 위해 2009년 10월 31일 서초구 반포동에 사옥을 준공하여 입주하였으나. 포스코센터로 이전하였으며, 사옥은 신논현타워로 명칭이 변경되었다.

## 사업 영역
알루미늄 도금강판(ALCOSTA)
용융상태의 알루미늄이 응고되는 동안 결정발생을 억제하기 때문에 표면이 미려.
알루미늄 희생 효과로 인해 표면이 균일하며 뛰어난 내식성을 나타냄.
도장성이 아주 우수.
- 용도: 가전주방용품, 자동차부품, 열기기용, 건축재용 등

갈바륨 강판(ALZASTA)
55%AI - 43.4%Zn - 1.6%Si의 3원계 합금을 냉연강판에 용융 도금시킨 제품.
알루미늄의 견고한 산화피막과 아연의 희생방식 효과로 우수한 내식성 보유.
특유의 매끄러움, 평탄함, 미세한 스팽글과 함께 밝은 회백색의 외관.
우수한 도장 밀착성.
- 용도: 건재 내외장, 지붕,외벽,셔터, 천장,플로어, 가전 내외장, 냉장고,실외기, 자동차부품

용융 아연도금 강판(GI)
- REGULAR SPANGLE: 용융상태의 아연이 판표면에서 상온으로 자연스럽게 응고되어 아연 특유의 결정모양과 광택을 가짐, MINIMIZED-SPANGLE 및 GALVANNEALED STEEL SHEET와 비교하여 더 우수한 내식성을 나타냄.
- MINIMIZED SPANGLE : 판표면에서 용융상태의 아연이 응고하는 동안 아연결정의 성장을 억제시켜 미세한 결정점이 형성됨. 표면이 균일하여 도장후의 외관이 미려하며 REGULAR SPANGLE에 비해 도장성이 우수함.
- ZERO SPANGLE : 판표면에서 용융상태의 아연이 응고하는 동안 아연결정의 성장을 완전히 억제시켜 결정을 찾아보기 힘들정도의 표면상태 나타남. 표면이 균일하여 도장성이 뛰어남.
- EXTRA SMOOTH : 도금층 응고후 TEMPER-ROLL통과하여 EXTRA SMOOTH 표면생성 특유의 결정모양과 광택을 가짐 부드러운 표면 때문에 도장성이 뛰어남.

컬러강판
아연도금강판, 알루미늄아연합금도금강판, 전기아연도금강판 등의 소재에 폴리에스테르 등의 수지를 사용한 도료를 소부건조한 강판으로, 내식성, 가공성 및 상도와 밀착성이 우수하여 주로 건축내외장재 및 가전제품의 소재로 사용되고 있다.
- 종류 : 폴리에스테르수지 컬러강판(POS-PGS), 고후내성 폴리에스테르 컬러강판(POS-PSP), 불소수지 컬러강판(POS-PVDF), 컬러 알루미늄판(POS-PAL), 염화비닐수지(졸) 컬러강판(POS-PVS), 칠판용수지 컬러강판(POS-PVDF2), 고 가공성 컬러강판(POS-PCS1), 고 가공성 대전방지용 컬러강판(POS-PCS2), 포스메트 고내구력 링클 컬러강판(POS-MATT), 포스라미 컬러강판(POS-LAMI), 포스페트 컬러가판(POS-PET)

## 주요 기술
-연구개발 개요-
포스코강판의 제품은 실험실 및 Simulator실의 엄격한 검사와 실험 후 제품화되며, 분석장비를 이용한 품질관리를 통해 포스코강판 제품이 만들어진다.
포스코 강판은 포항산업과학연구원(RIST:Research Institute of Industrial Science & Technology)등 산학연을 서로 연계하여 신기술 개발을 하고있다.
기존의 제품에서는 접해보지 못했던 다양한 기능을 부과하여 고객에게 선택의 폭을 넓혀주기 위해 다양한 연구가 진행 중이다.
-연구개발 현황-
1.기능성신제품
대표적인 예로, 건축 내ㆍ외장재 및 가전제품에 원적외선 방출 및 전자파 차단 기능을 가진 Bio-Wave 제품이 개발 완료되어 시판중이다.또한 철강제품의 장점은 다양한 형태로 가공이 가능하기 때문에 각종 철강 소재 표면에 유기 물질을 코팅하여 가공 과정에서 발생하고 있는 Scratch 각종 문제점을 개선 하였으며, 도료 개발을 통해 다양한 형태의 표면 질감을 컬러 강판에 부여함으로써 기존의 철강 제품이 가지는 차갑고 딱딱한 이미지를 탈피 하기 위해 다양한 기술적 접근을 하고있다. 이러한 제품은 건축 내장재 및 외장재, 냉장고, TV, Audio, DVD 등 Home Appliance 전 분야에 걸쳐 다양하게 적용이 가능하다.
2.고내구성 제품
일상 생활에서 흔히 접할 수 있는 건축 내외장재를 대상으로 제품의 수명을 연장하기 위한 다양한 연구가 진행 중이다. 대표적인 예로, Zinc, Aluminum 도금층의 성분조정 및 유기, 무기계 코팅제 개발을 통한 도금 제품의 내구성 향상 연구, New Process 개발 및 자재 Upgrade를 통해 컬러강판의 내구성을 향상시키는 연구가 있다.
3.환경친화형 제품
표면처리강을 제조하는 과정에서 사용되는 각종 원료들의 중금속 및 유해화학 물질을 제거하기 위한 연구가 이루어지고 있다. 예로 컬러강판 제조에 사용되는 전처리제, 하도도료, 상도도료 및 도금강판 제조에 사용되는 전ㆍ후처리제, 각종 코팅제에서 Cr 성분 및 납, 수은, 카드뮴 등의 각종 유해화학물질을 제거한 원료로 대체하여 상용화가 이루어졌다. 또한, 크롬이 함유된 제품과 동등한 수준 이상의 품질을 구현하기 위한 연구가 지속적으로 진행 중이다.
4.신 용도 개발
철강 제품이 건축내외장재 및 가전제품의 구조용으로 주로 사용되는 것에 반해 Decoration, Display 등의 미적감각이 요구되는 장식재 및 첨단산업분야로의 적용을 확대하기 위한 연구가 진행 중이다. Interior나 Exterior 분야에서 PVC, PP, 목재, 석재, 천 등의 재료를 대체하기 위한 Hybrid 표면처리 강판에 대한 연구가 진행 중이며, 자동차용 부품의 대체제품 개발에 주력하고 있다.
5.Design 개발
도금 및 컬러강판이 가지는 색상이나 표면 질감의 단순함을 탈피하기 위한 다양한 Design에 대한 접목이 이루어지고 있으며, 이러한 Design 구현을 위한 효과적인 Process 개발에도 주력하고 있다. 도금강판 제조공정 중 도금층의 응고과정 제어를 통한 천연 무늬 및 색상 구현에 대한 연구, 건축 내외장재 및 가전제품에 대한 용도별 적합성 및 시각적 효과를 고려하여 Roll Coating 이외의 각종 도장방법을 응용한 다채로운 질감 및 색상의 컬러강판 제조와 공정 단순화 등의 분야 또한 연구되고 있다.
6.기반기술 연구
기술진은 다양한 제품과 응용기술의 개발 이외에도 표면처리 기술의 발전과 제품 품질의 근본적인 Upgrade를 목표로 기초과학 분야의 기반기술에 대해서도 활발히 연구를 진행하고 있으며, 포항산업과학연구원, 포항공과대학교 등의 국내 유수의 연구소 및 대학과 연계하여 과학적 이론 구축 및 산업에 응용하고 있다. 예를 들면, 표면처리강판의 제조공정에서 발생하는 각종 Data를 수집하여 제품의 최종 품질에 대한 관리, 개선, 공정 개선, 생산성의 극대화를 가능하게 하는 시스템의 개발 및 Aluminum 도금강판의 각종 Welding Mechanism과 응용에 대한 연구 등이 있다.
-특허보유현황-
- 특허 제0209332호: 암선용 도료를 이용하여 강판에 암선을 도장하는 방법
- 특허 제0196636호: 암선 인쇄가 된 칠판용 화이트 보드
- 특허 제0214449호: 가열건조형 바이오 항균도료 및 이를 도장한 강판
- 특허 제0270083호: 표면외관 및 가공성이 우수한 용융 알루미늄 도금강판의 제조방법
- 특허 제0373859호: 마커펜을 사용하기 위한 암선이 인쇄된 칠판용 적층판 및 그 제조방법
- 특허 제0428560호: 전기도금강판의 도금분말 자동 제거장치
- 특허 제0428561호: 도장강판 하지용 전처리 조성물

## 본점 및 지점 현황
- 본점: 경상북도 포항시 남구 철강로 173 (장흥동)
- 지점: 서울특별시 강남구 테헤란로 440, 포스코센터 서관 11층 (대치동)

## 참고 자료
- 금융감독원 전자공시시스템